# Фершампенуаз (линейный корабль, 1833)
«Фершампенуаз» — 74-пушечный парусный линейный корабль Балтийского флота России. Был заложен 6 (18) октября 1832 год на Охтенской верфи Санкт-Петербурга, спущен на воду 16 (28) ноября 1833 год. Участвовал в Крымской войне 1853—1856 годов.

## Конструкция
Корабль «Фершампенуаз» был одним из трёх кораблей одноимённого типа. Эти корабли были более крупными, чем те, что строились в Архангельске. Кроме того они отличались круглой формой кормы и имели хорошие мореходные качества. Несмотря на то, что официально все корабли этого типа считались 74-пушечными, фактически они имели до 82 орудий.

## История службы
Корабль «Фершампенуаз» в составе эскадр выходил в практические плавания в Финский залив и Балтийское море в 1834, 1836, 1838—1842, 1845, 1846, 1851 и 1852 годах. В июле 1835 года, находясь в составе эскадры вице-адмирала П. И. Рикорда, корабль перевёз Гвардейский корпус из Кронштадта в Данциг, а в мае 1835 доставил его в Ревель.
3 июля 1836 года на Кронштадтском рейде состоялась церемония встречи Балтийским флотом «дедушки русского флота» — ботика Петра I, в которой принимал участие и «Фершампенуаз».
В 1848—1849 годах в Кронштадте корабль был тимберован, после чего принимал участие в экспедиции Балтийского флота в датские воды, состоявшейся в 1848—1850 годах. 29 июня 1850 года с 3-й дивизией вице-адмирала И. П. Епанчина корабль вышел из Кронштадта и направился к Дании. С 11 июля по 16 сентября он находился на Зондербургском рейде, после чего с остальной дивизией вернулся в Россию.

### Крымская война
В мае-июне 1854 года на случай прорыва флота противника «Фершампенуаз» стоял на Малом Кронштадтском рейде, а в июле 1854 года с эскадрой вице-адмирала Д. П. Замыцкого, а в августе — с эскадрой адмирала Рикорда совершал плавания к Красной Горке. В 1855 году корабль был поставлен в Кронштадтской гавани и выходов в море более не совершал.
21 марта 1860 года он был исключен из списков судов Балтийского Флота.

## Командиры
Командирами корабля служили:
- 1833—1842 — П. Ф. Анжу
- 1845—1846, 1851—1852 — А. Т. Александровский
- 1850 — Н. Н. Карякин
- 1854—1855 — В. А. Дуванов